# غابة دينتري المطيرة
16°12′S 145°24′E / 16.2°S 145.4°E

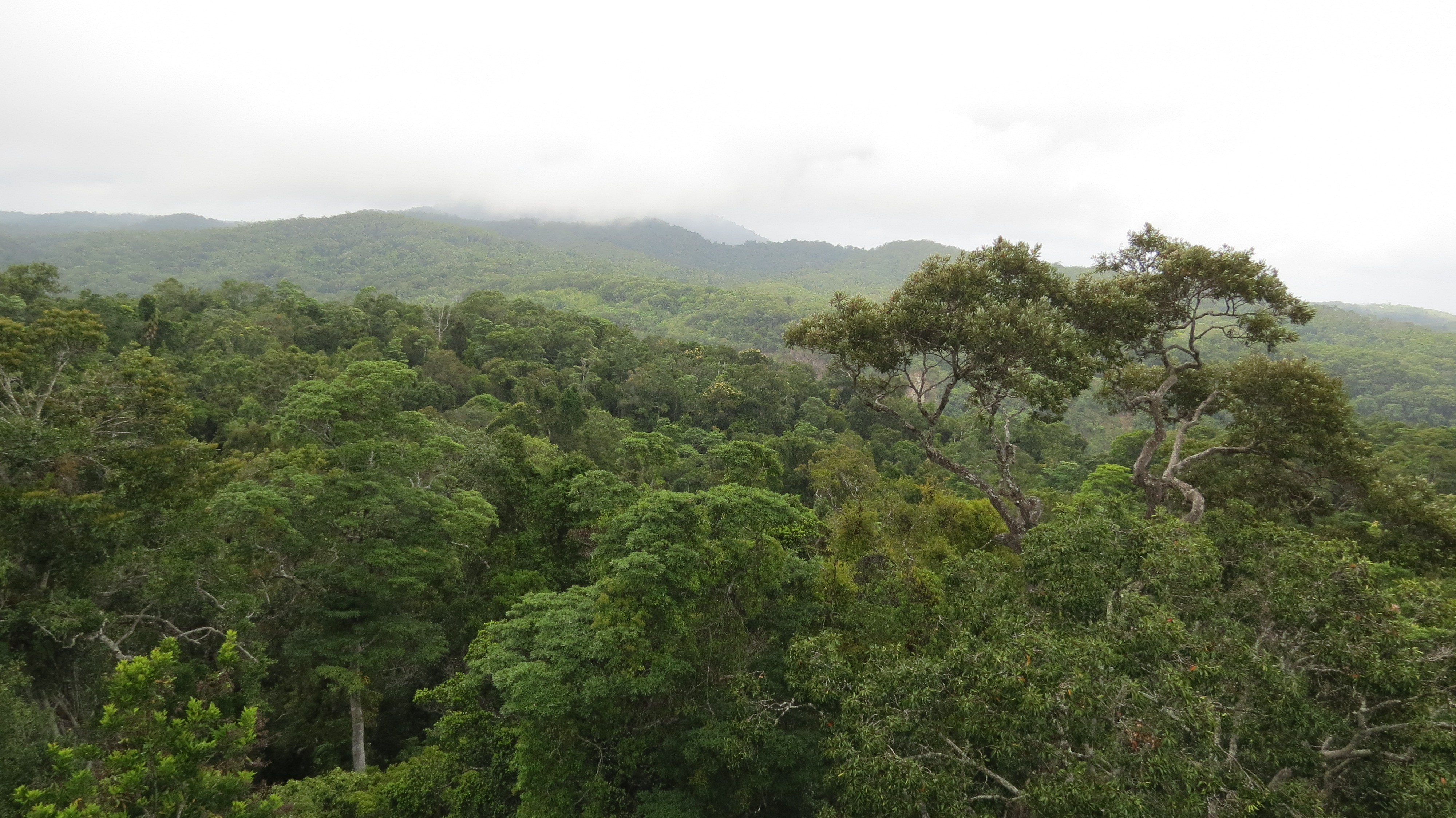
بانوراما الغابة المطيرة، 2013

غابة دينتري المطيرة، والمعروفة أيضًا باسم دينتري، هي منطقة تقع على الساحل الشمالي الشرقي لولاية كوينزلاند، أستراليا، على بعد حوالي 105 كـم (65 ميل)، بالطريق البري، شمال مدينة كيرنز. على الرغم من أن مصطلحي "غابة داينتري المطيرة" و"دنتري" غير معرّفتان رسميًا، إلا أنه من المقبول والمفهوم بشكل عام أنهما يشيران إلى المنطقة الممتدة من نهر دينتري شمالًا إلى كوكتاون، ومن الساحل غربًا إلى سلسلة جبال غريت ديفايدنج. تعتبر منطقة موسمان جورج وجهة سياحية شهيرة، على بعد حوالي 30 كـم (19 ميل) من مدينة موسمان. جنوب نهر دينتري، غالبًا ما يتم تضمينه (ومرة أخرى، بشكل غير رسمي) في التعريف.
تبلغ مساحتها حوالي 1,200 كيلومتر مربع (460 ميل2)،  تعد دنتري جزءًا من أكبر منطقة متجاورة من الغابات المطيرة الاستوائية في أستراليا، والمعروفة باسم المناطق الاستوائية الرطبة في كوينزلاند. تشكل المنطقة، إلى جانب عدد مختار من مناطق الغابات المطيرة الأخرى على الساحل الشرقي لأستراليا، بعضًا من أقدم مجتمعات الغابات المطيرة الباقية في العالم. يبلغ عمر هذه الغابات القديمة التي تعتمد على نفسها حوالي 180 مليون سنة، أي أنها أكبر عمرًا بحوالي 10 ملايين سنة من غابات الأمازون في أمريكا الجنوبية (أكبر غابة مطيرة في العالم وأفضل منطقة للتنوع البيولوجي )، وقد شهدت ظهور الديناصورات والعصور الجليدية والبشر الأوائل ومجيئهم ورحيلهم.
في عام 2009، أعلنت غابة دنتري المطيرة واحدةً من رموز Q150 في كوينزلاند لدورها كـ "معلم جذب طبيعي"، وذلك ضمن احتفالات Q150.

## الاستكشاف

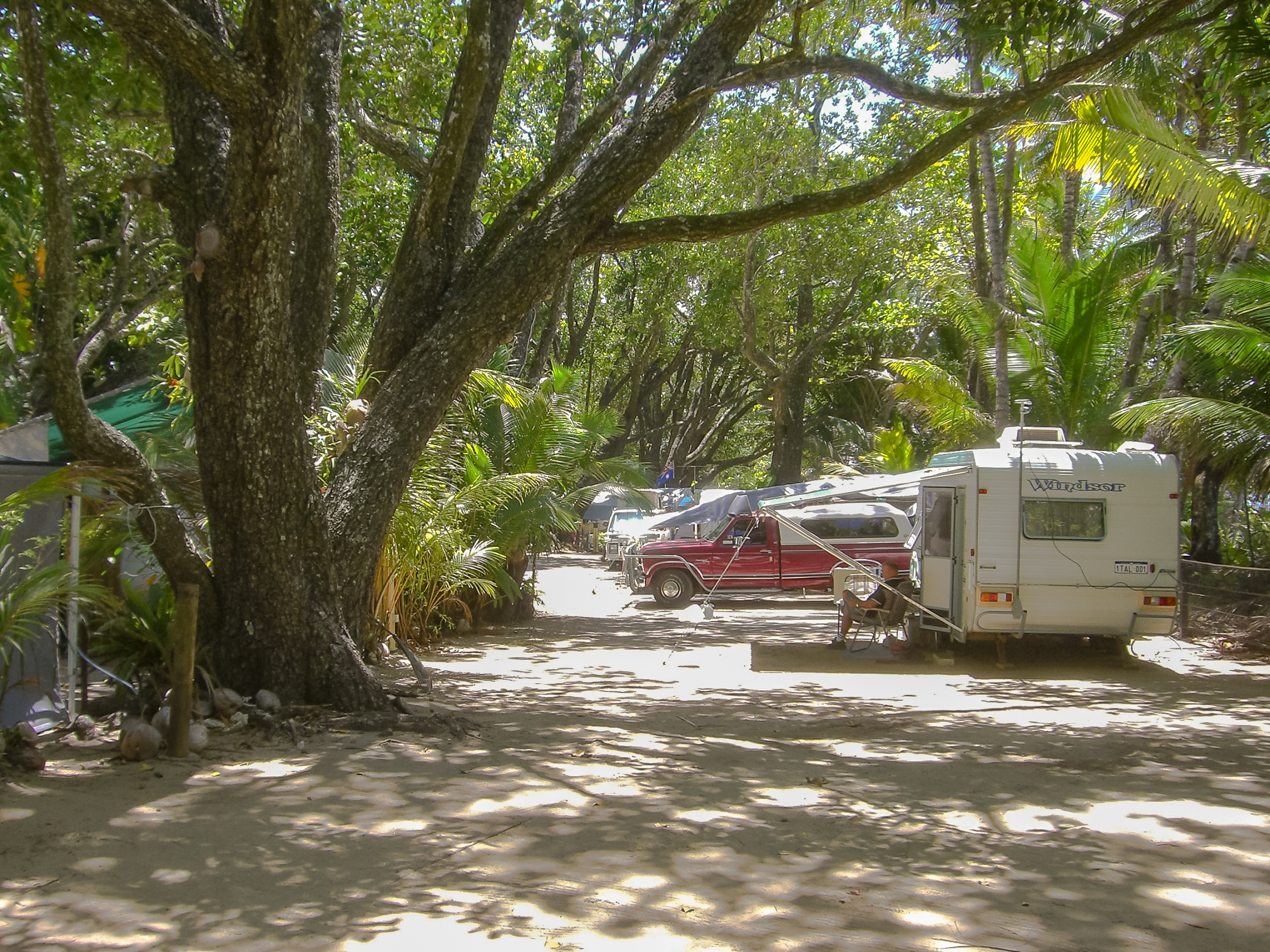
التخييم في منتزه داينتري الوطني 2009

تجمع منطقة دينتري بين الغابات المطيرة الاستوائية والشواطئ الرملية البيضاء والشعاب المرجانية المحيطة بالساحل مباشرة، وهو مزيج نادر. بسبب المسافة بين المعالم السياحية، فإن المواصلات البرية غالباً ما تكون الطريقة الأسهل للتنقل بينها. تتميز حديقة دينتري الوطنية بالعديد من مسارات المشي  وهناك عدد من خيارات الإقامة داخل غابة دينتري المطيرة نفسها.
إلى الغرب من كيب تريبيوليشن يقع جبل بيتر بوتي مع نتوءاته الجرانيتية الضخمة. توفر القمة إطلالات واسعة على الغابات، وإلى الجنوب، يهيمن على الأفق صخور الجرانيت العملاقة لجبل ثورنتون بيك - أحد أعلى جبال كوينزلاند.
يعتبر جزء كبير من غابة دينتري المطيرة جزءًا من المناطق الاستوائية الرطبة في كوينزلاند، والتي أدرجتها اليونسكو في قائمة التراث العالمي في عام 1988 تقديرًا لقيمها الطبيعية العالمية التي تبرزها الغابات المطيرة. حدثت حصارات ضد بناء الطرق عبر الغابات المطيرة في عامي 1983 و1984، وتبعتها حملة ضغط كبرى نجحت في النهاية في تأمين الحماية للمنطقة.
تحتوي غابة دينتري المطيرة على موائل مهمة وذات أهمية للحفاظ على التنوع البيولوجي. يعيش بين الأشجار ما يقارب 430 نوعاً من الطيور. تعد النباتات المزهرة البدائية Austrobaileya scandens و Idiospermum australiense أيضًا متوطنة في دينتري. ومع ذلك، تعدّ منطقة دينتري موطنًا لعدد من الأنواع النادرة والمهددة بالانقراض، بما في ذلك طائر الكاسواري الجنوبي (Casuarius Casuarius) وكنغر الشجرة بينيت (Dendrolagus bennettianus).

## منطقة الطيور المهمة في دينتري
منطقة الطيور المهمة في دينتري (IBA) هي منطقة 2,656 كـم2 (1,025 ميل2) مساحة من الأرض تتزامن إلى حد كبير مع الجزء الشمالي من المناطق الاستوائية الرطبة في كوينزلاند. إنها تشمل أو تتداخل مع المتنزهات الوطنية كالكاجاكا، ونغالبا بولال، ودينتري، وجبل وندسور، وموبراي.
حدّدت منظمة جمعية الطيور العالمية الغابة كمنطقة مهمة للطيور لأنها تدعم مجموعة من طيور الكاسواري الجنوبية. كما تحتوي أيضًا على مجموعات من طيور التعريشة مسننة المنقار والذهبية المحلية، والطيور الجنية الجميلة، وطيور ماكلي، والطيور العسلية المرقطة الصفراء والخطوط البيضاء، وطيور السرخس، وطيور الأثيرتون الشائكة، وطيور الشوك الجبلية، وطيور الشوشيلا، وطيور القلاع، والملوك الأبقار، وطيور البندقية فيكتوريا، والعصافير الصفراء الباهتة. 

## روابط خارجية
- دليل زوار دينتري
- معلومات الزوار عن داينتري
- ملخص لغابة دينتري المطيرة
- حشرات وفراشات في داينتري